# 土耳其航空烈士紀念碑
航空烈士紀念碑（土耳其語：Hava Şehitleri Anıtı），原名飛行烈士紀念碑，位於土耳其伊斯坦堡的法蒂赫區，為一座專門紀念鄂圖曼帝國空軍第一批在空難中陣亡的士兵紀念碑。在土耳其，「烈士」（şehit）一詞的用法是在戰爭中陣亡人士之尊稱。
兩架單翼機從伊斯坦堡飛去亞歷山卓戰區期間，於巴勒斯坦接連墜毀，造成四名飛行員中有三名不幸喪生後，便立刻建造這紀念碑以茲紀念。該紀念碑為柱狀，並於1916年竣工。之後每年的烈士紀念日，鄂圖曼與後來的土耳其政府都會在該紀念碑前進行軍事紀念儀式。

## 歷史
在巴爾幹戰爭後，鄂圖曼帝國發動了一場聲勢浩大的對外遠征。其中，四架單翼機從伊斯坦堡起飛，並飛行至埃及開羅，沿途跨過將近2,500 km（1,600 mi）。這些飛機在2月8日從哈吉奥斯-斯特凡诺斯（今葉希爾科伊）的空軍學校出發，每架飛機共有兩名飛行員駕駛。
第一隊的飛機——布萊里奧 XI飛機在2月27日從大馬士革飛往耶路撒冷的航段中，於加利利海附近的薩姆拉墜毀，飛行員費特希貝伊（فتحی بك），軍銜爲海軍中尉（بحرية یوزباشیسی），與導航員薩迪克貝伊（صادق بك），軍銜爲砲兵一等中尉（طوپجی ملازم اولا），不幸雙雙遇難。第二隊的飛機——德佩爾杜辛B型飛機在3月11日起飛後不久遂墜入雅法附近的地中海海域，其中努里貝伊（نوری بك），軍銜爲砲兵二等中尉（طوپجی ملازم ثانیه），遇難，另一名飛行員伊斯梅爾·哈克貝伊（اسماعیل حكی بك）則生還。
所有三名罹難者都被葬在大馬士革，並在加利利海附近的墜機地點設立了一座紀念碑。

## 設計與工程
之後，政府決定在帝國首都建立一座紀念碑，以紀念鄂圖曼帝國空軍的第一批烈士。該紀念碑後來選址為伊斯坦堡的法蒂赫區的一座公園，該公園在當時市政廳（目前為伊斯坦堡消防局主樓）的前面，離瓦倫斯水道橋並不遠。
1914年4月2日，當時的戰爭部長恩維爾帕夏為該紀念碑奠基，在歷經兩年的建造後，於1916年舉行落成典禮。該紀念碑為土耳其建築師維達特·提克所設計的圓錐形柱狀紀念碑，其特點為由白色大理石做的破頂，象徵未完成的飛行任務，並由青銅製月桂樹枝來固定柱子的下半部分。該紀念碑高約7.50米（24.6英尺）。在柱子的兩個相對的大理石基座之側面上各有一個大的銅質紀念獎章，一個銅牌上刻有遇難者的姓名與軍銜，另一個銅牌以浮雕形式刻有一架單翼機、巴耶濟德塔與伊斯坦堡的風景。

## 紀念日
涉及紀念碑的第一次紀念活動是在1916年的落成典禮時。然而一直到1926年為止都沒有舉行任何的紀念活動。
1925年2月16日，穆斯塔法·凯末尔·阿塔图尔克在成立土耳其航空協會（土耳其語：Türk Hava Kurumu）之後，將1月27日定為航空烈士紀念日，以紀念在1923年1月27日於一場飛行訓練中不幸遇難的飛行員兼少校（土耳其語：Binbaşı）穆罕默德·法齊爾貝伊與海軍士官穆罕默德·艾敏貝伊。作為紀念活動的一部份，每次該紀念日的中午時分，土耳其領空範圍內的所有航班都停飛一小時。在1月27日舉行的紀念活動一直持續到1935年。
然而，由於一月份是土耳其最冷的月份，因此紀念活動幾乎沒辦法舉行。是以在1935年開始，該紀念日改到5月15日，這一天為1919年希臘佔領伊茲密爾期間，上校費提貝伊、記者哈珊·塔辛和其他九人遇難的日子。
2002年，航空烈士紀念日和其他更常見的烈士紀念日合併，最終日期被改成3月18日，以紀念1915年達達尼爾海戰中的3月18日戰役。自那時候起，航空烈士與所有其他為土耳其做出貢獻的烈士一同被紀念。